# Sillenbuch
Sillenbuch, Stuttgart-Sillenbuch – okręg administracyjny (Stadtbezirk) w Stuttgarcie, w kraju związkowym Badenia-Wirtembergia. Liczy 23 164 mieszkańców (31 grudnia 2011) i ma powierzchnię 7,45 km².